# Aethiopana coarctata
Aethiopana coarctata är en fjärilsart som beskrevs av Gustaaf Hulstaert 1924. Aethiopana coarctata ingår i släktet Aethiopana och familjen juvelvingar. Inga underarter finns listade i Catalogue of Life.